# India a 2012. évi nyári olimpiai játékokon
India a nagy-britanniai Londonban megrendezett 2012. évi nyári olimpiai játékok egyik részt vevő nemzete volt. Az országot az olimpián 13 sportágban 83 sportoló képviselte, akik összesen 6 érmet szereztek.

## Érmesek
| Érem  | Versenyző     | Sportág       | Versenyszám                |
| ----- | ------------- | ------------- | -------------------------- |
| Ezüst | Szusíl Kumár  | Birkózás      | Férfi szabadfogás, 66 kg   |
| Ezüst | Vidzsaj Kumár | Sportlövészet | Férfi gyorstüzelő pisztoly |
| Bronz | Jogesvar Datt | Birkózás      | Férfi szabadfogás, 60 kg   |
| Bronz | Meri Kom      | Ökölvívás     | Női légsúlyú               |
| Bronz | Gagan Narang  | Sportlövészet | Férfi légpuska             |
| Bronz | Sájna Nehavál | Tollaslabda   | Női egyes                  |

## Asztalitenisz
Férfi
| Versenyző         | Versenyszám | Selejtező         | 64-es főtábla                                                | 48-as főtábla                                      | 32-es főtábla     | Nyolcaddöntő      | Negyeddöntő       | Elődöntő          | Döntő             | Helyezés |
| Versenyző         | Versenyszám | Ellenfél Eredmény | Ellenfél Eredmény                                            | Ellenfél Eredmény                                  | Ellenfél Eredmény | Ellenfél Eredmény | Ellenfél Eredmény | Ellenfél Eredmény | Ellenfél Eredmény | Helyezés |
| ----------------- | ----------- | ----------------- | ------------------------------------------------------------ | -------------------------------------------------- | ----------------- | ----------------- | ----------------- | ----------------- | ----------------- | -------- |
| Szaumjadzsit Ghos | Egyes       | erőnyerő          | Gustavo Tsuboi (BRA) · 11–9, 14–12, 7–11, 12–10, 5–11, 12–10 | Kim Hyok-Bong (PRK) · 11–9, 6–11, 5–11, 9–11, 7–11 | kiesett           | kiesett           | kiesett           | kiesett           | kiesett           | 33.      |

Női
| Versenyző   | Versenyszám | Selejtező         | 64-es főtábla                                     | 48-as főtábla     | 32-es főtábla     | Nyolcaddöntő      | Negyeddöntő       | Elődöntő          | Döntő             | Helyezés |
| Versenyző   | Versenyszám | Ellenfél Eredmény | Ellenfél Eredmény                                 | Ellenfél Eredmény | Ellenfél Eredmény | Ellenfél Eredmény | Ellenfél Eredmény | Ellenfél Eredmény | Ellenfél Eredmény | Helyezés |
| ----------- | ----------- | ----------------- | ------------------------------------------------- | ----------------- | ----------------- | ----------------- | ----------------- | ----------------- | ----------------- | -------- |
| Ankita Dász | Egyes       | erőnyerő          | Sara Ramírez (ESP) · 9–11, 8–11, 7–11, 11–8, 2–11 | kiesett           | kiesett           | kiesett           | kiesett           | kiesett           | kiesett           | 49.      |

## Atlétika
Férfi
| Versenyző            | Versenyszám     | Eredmény | Helyezés |
| -------------------- | --------------- | -------- | -------- |
| Rám Szingh Jádav     | Maraton         | 2:30:06  | 78.      |
| Irfán Kolothum Thodi | 20 km gyaloglás | 1:20:21  | 10.      |
| Gurmít Szingh        | 20 km gyaloglás | 1:23:34  | 33.      |
| Baladzsindar Szingh  | 20 km gyaloglás | 1:25:39  | 43.      |
| Baszant Bahádúr Rána | 50 km gyaloglás | 3:56:48  | 36.      |

| Versenyző           | Versenyszám   | Selejtező                | Selejtező                | Döntő    | Döntő    |
| Versenyző           | Versenyszám   | Eredmény                 | Helyezés                 | Eredmény | Helyezés |
| ------------------- | ------------- | ------------------------ | ------------------------ | -------- | -------- |
| Randzsitt Mahésvari | Hármasugrás   | érvényes kísérlet nélkül | érvényes kísérlet nélkül | kiesett  | kiesett  |
| Om Prakás Karthána  | Súlylökés     | 19,86 m                  | 18.*                     | kiesett  | kiesett  |
| Vikász Gauda        | Diszkoszvetés | 65,20 m                  | 5.                       | 64,79 m  | 8.       |

Női
| Versenyző     | Versenyszám    | Előfutam | Előfutam | Előfutam | Elődöntő | Elődöntő | Elődöntő | Döntő   | Döntő    |
| Versenyző     | Versenyszám    | Idő      | Hely.    | Össz.    | Idő      | Hely.    | Össz.    | Idő     | Helyezés |
| ------------- | -------------- | -------- | -------- | -------- | -------- | -------- | -------- | ------- | -------- |
| Tintu Luka    | 800 m          | 2:01,75  | 3.       | 13.      | 1:59,69  | 6.       | 11.      | kiesett | kiesett  |
| Szudha Szingh | 3000 m akadály | 9:48,86  | 13.      | 31.      |          |          |          | kiesett | kiesett  |

| Versenyző      | Versenyszám   | Selejtező | Selejtező | Döntő    | Döntő    |
| Versenyző      | Versenyszám   | Eredmény  | Helyezés  | Eredmény | Helyezés |
| -------------- | ------------- | --------- | --------- | -------- | -------- |
| Szahána Kumári | Magasugrás    | 180 cm    | 29.**     | kiesett  | kiesett  |
| Majokha Dzsoni | Hármasugrás   | 13,77 m   | 22.       | kiesett  | kiesett  |
| Krisna Púnija  | Diszkoszvetés | 63,54 m   | 8.        | 63,62 m  | 7.       |
| Szíma Antil    | Diszkoszvetés | 61,91 m   | 13.       | kiesett  | kiesett  |

* - egy másik versenyzővel azonos eredményt ért el

** - négy másik versenyzővel azonos eredményt ért el

## Birkózás

### Férfi
Szabadfogású
| Versenyző                | Versenyszám | Selejtező                             | Nyolcaddöntő                        | Negyeddöntő                               | Elődöntő                                 | Vigaszág első kör               | Vigaszág elődöntő                        | Bronz- mérkőzés                     | Döntő                              | Helyezés |
| Versenyző                | Versenyszám | Ellenfél Eredmény                     | Ellenfél Eredmény                   | Ellenfél Eredmény                         | Ellenfél Eredmény                        | Ellenfél Eredmény               | Ellenfél Eredmény                        | Ellenfél Eredmény                   | Ellenfél Eredmény                  | Helyezés |
| ------------------------ | ----------- | ------------------------------------- | ----------------------------------- | ----------------------------------------- | ---------------------------------------- | ------------------------------- | ---------------------------------------- | ----------------------------------- | ---------------------------------- | -------- |
| Amit Kumár               | 55 kg       | erőnyerő                              | Hassan Rahimi (IRI) · 0–1, 1–0, 1–1 | Vladimer Khinchegashvili (GEO) · 0–4, 1–3 |                                          |                                 | Radoszlav Velikov (BUL) · 0–1, 0–1       | kiesett                             |                                    | 10.      |
| Jogesvar Datt            | 60 kg       | Anatolie Guidea (BUL) · 0–1, 2–0, 5–2 | Beszik Kuduhov (RUS) · 0–1, 0–2     |                                           |                                          | Franklin Gómez (PUR) · 1–0, 1–0 | Masoud Esmaeilpour (IRI) · 0–3, 3–2, 4–0 | Ri Jong-Myong (PRK) · 0–1, 1–0, 6–0 |                                    |          |
| Szusíl Kumár             | 66 kg       | erőnyerő                              | Ramazan Şahin (TUR) · 0–2, 1–0, 1–0 | Ikhtiyor Navruzov (UZB) · 3–1, 1–2, 2–0   | Akzsurek Tanatarov (KAZ) · 3–0, 0–3, 6–3 |                                 |                                          |                                     | Jonemicu Tacuhiro (JPN) · 0–1, 1–3 |          |
| Naraszingh Pancsam Jádav | 74 kg       | erőnyerő                              | Matt Gentry (CAN) · 0–3, 1–1        | kiesett                                   | kiesett                                  |                                 |                                          |                                     |                                    | 14.      |

### Női
Szabadfogású
| Versenyző  | Versenyszám | Selejtező         | Nyolcaddöntő                        | Negyeddöntő       | Elődöntő          | Vigaszág első kör | Vigaszág elődöntő                 | Bronz- mérkőzés   | Döntő             | Helyezés |
| Versenyző  | Versenyszám | Ellenfél Eredmény | Ellenfél Eredmény                   | Ellenfél Eredmény | Ellenfél Eredmény | Ellenfél Eredmény | Ellenfél Eredmény                 | Ellenfél Eredmény | Ellenfél Eredmény | Helyezés |
| ---------- | ----------- | ----------------- | ----------------------------------- | ----------------- | ----------------- | ----------------- | --------------------------------- | ----------------- | ----------------- | -------- |
| Gíta Fogat | 55 kg       | erőnyerő          | Tonya Verbeek (CAN) · 0–1, 1–0, 1–3 |                   |                   |                   | Tetyana Lazareva (UKR) · 0–8, 0–1 | kiesett           |                   | 13.      |

## Cselgáncs
Női
| Versenyző        | Versenyszám | Selejtező                        | Nyolcaddöntő      | Negyeddöntő       | Elődöntő          | Vigaszág elődöntő | Bronz- mérkőzés   | Döntő             | Helyezés |
| Versenyző        | Versenyszám | Ellenfél Eredmény                | Ellenfél Eredmény | Ellenfél Eredmény | Ellenfél Eredmény | Ellenfél Eredmény | Ellenfél Eredmény | Ellenfél Eredmény | Helyezés |
| ---------------- | ----------- | -------------------------------- | ----------------- | ----------------- | ----------------- | ----------------- | ----------------- | ----------------- | -------- |
| Garíma Csaudhari | Váltósúly   | Ueno Josie (JPN) · 000(0)–100(0) |                   |                   |                   | kiesett           | kiesett           | kiesett           | 17.      |

## Evezés
Férfi
| Versenyző                      | Versenyszám              | Előfutam | Előfutam | Vigaszág | Vigaszág | Negyeddöntő | Negyeddöntő | Elődöntő | Elődöntő | Elődöntő | Döntő | Döntő   | Döntő | Helyezés |
| Versenyző                      | Versenyszám              | Idő      | Hely.    | Idő      | Hely.    | Idő         | Hely.       | Típus    | Idő      | Hely.    | Típus | Idő     | Hely. | Helyezés |
| ------------------------------ | ------------------------ | -------- | -------- | -------- | -------- | ----------- | ----------- | -------- | -------- | -------- | ----- | ------- | ----- | -------- |
| Szavarn Szingh                 | Egypárevezős             | 6:54,04  | 4.       | 7:00,49  | 1.       | 7:11,59     | 4.          | C/D      | 7:36,25  | 2.       | C     | 7:29,66 | 4.    | 16.      |
| Szandíp Kumár Manadzsít Szingh | Könnyűsúlyú kétpárevezős | 6:56,60  | 4.       | 6:54,20  | 6.       |             |             | C/D      | 7:19,31  | 4.       | D     | 7:08,39 | 1.    | 19.      |

## Gyeplabda

### Férfi
| Indiai férfi gyeplabdacsapat-játékoskeret | Indiai férfi gyeplabdacsapat-játékoskeret |
| --- | --- |
| - Tusár Khándekar - Bhárat Kumár Csetri - Birendra Lakra - Dánish Mudzstaba - Szrídzses Parattu Ravíndran - Uthappa Szannuvanda Kusalappa - Gurvindar Szingh Csandi - Dharamavír Szingh - Gurabádzs Szingh | - Manaprít Szingh - Szandíp Szingh - Szardár Szingh - Sivendra Szingh - Szuníl Szovmarpet Vitalacsarja - Ignász Tirkej - Raghunáth Vokkaliga Rámacsandra |

#### Eredmények
Csoportkör
B csoport
| Csapat            | M | Gy | D | V | G+ | G– | Gk  | P  |
| ----------------- | - | -- | - | - | -- | -- | --- | -- |
| Hollandia (NED)   | 5 | 5  | 0 | 0 | 18 | 7  | +11 | 15 |
| Németország (GER) | 5 | 3  | 1 | 1 | 14 | 11 | +3  | 10 |
| Belgium (BEL)     | 5 | 2  | 1 | 2 | 8  | 7  | +1  | 7  |
| Dél-Korea (KOR)   | 5 | 2  | 0 | 3 | 9  | 8  | +1  | 6  |
| Új-Zéland (NZL)   | 5 | 1  | 2 | 2 | 10 | 14 | −4  | 5  |
| India (IND)       | 5 | 0  | 0 | 5 | 6  | 18 | −12 | 0  |

| 2012. július 30. 16:00 (17:00) | Hollandia (NED)                                        | 3–2               | India (IND)                    | Riverbank Arena, London Játékvezetők: Tim Pullman (AUS) Nathan Stagno (GIB) |
| 2012. július 30. 16:00 (17:00) | van der Horst 20' · Weusthof 29' · van der Weerden 51' | (2–0) Jegyzőkönyv | D. Szingh 45' · Si. Szingh 48' | Riverbank Arena, London Játékvezetők: Tim Pullman (AUS) Nathan Stagno (GIB) |

| 2012. augusztus 1. 13:45 (14:45) | Új-Zéland (NZL)                        | 3–1               | India (IND)     | Riverbank Arena, London Játékvezetők: Ged Curran (GBR) Colin Hutchinson (IRL) |
| 2012. augusztus 1. 13:45 (14:45) | Hayward 13' · Burrows 24' · Wilson 29' | (3–1) Jegyzőkönyv | Szan. Szingh 2' | Riverbank Arena, London Játékvezetők: Ged Curran (GBR) Colin Hutchinson (IRL) |

| 2012. augusztus 3. 13:45 (14:45) | Németország (GER)                          | 5–2               | India (IND)                   | Riverbank Arena, London Játékvezetők: Kim Hong-Lae (KOR) Gary Simmonds (RSA) |
| 2012. augusztus 3. 13:45 (14:45) | Fuchs 7', 16', 36' · Korn 24' · Wesley 34' | (4–1) Jegyzőkönyv | Raghunáth 13' · Khándekar 62' | Riverbank Arena, London Játékvezetők: Kim Hong-Lae (KOR) Gary Simmonds (RSA) |

| 2012. augusztus 5. 13:45 (14:45) | India (IND) | 1–4               | Dél-Korea (KOR)                                             | Riverbank Arena, London Játékvezetők: Simon Taylor (NZL) Gary Simmonds (RSA) |
| 2012. augusztus 5. 13:45 (14:45) | Csandi 10'  | (1–1) Jegyzőkönyv | Csang Dzsonghjon 6' · Nam Hjonu 59', 70' · Szo Dzsongho 68' | Riverbank Arena, London Játékvezetők: Simon Taylor (NZL) Gary Simmonds (RSA) |

| 2012. augusztus 7. 16:00 (17:00) | India (IND) | 0–3               | Belgium (BEL)                         | Riverbank Arena, London Játékvezetők: Kim Hong Lae (KOR) Nigel Iggo (NZL) |
| 2012. augusztus 7. 16:00 (17:00) |             | (0–1) Jegyzőkönyv | Dekeyser 15' · Boccard 47' · Boon 67' | Riverbank Arena, London Játékvezetők: Kim Hong Lae (KOR) Nigel Iggo (NZL) |

A 11. helyért
| 2012. augusztus 11. 8:30 (9:30) | Dél-afrikai Köztársaság (RSA)               | 3–2               | India (IND)                      | Riverbank Arena, London Játékvezetők: Kim Hong Lae (KOR) German Montes de Oca (ARG) |
| 2012. augusztus 11. 8:30 (9:30) | Cronje 8' · Drummond 34' · Norris-Jones 65' | (2–1) Jegyzőkönyv | Szan. Szingh 14' · D. Szingh 67' | Riverbank Arena, London Játékvezetők: Kim Hong Lae (KOR) German Montes de Oca (ARG) |

| Csapat      | Helyezés |
| ----------- | -------- |
| India (IND) | 12.      |

## Íjászat
Férfi
| Versenyző                                        | Versenyszám | Selejtező | Selejtező | 64-es főtábla                          | 32-es főtábla                       | Nyolcaddöntő                                                                         | Negyeddöntő       | Elődöntő          | Döntő             | Helyezés |
| Versenyző                                        | Versenyszám | Pont      | Kiemelt   | Ellenfél Eredmény                      | Ellenfél Eredmény                   | Ellenfél Eredmény                                                                    | Ellenfél Eredmény | Ellenfél Eredmény | Ellenfél Eredmény | Helyezés |
| ------------------------------------------------ | ----------- | --------- | --------- | -------------------------------------- | ----------------------------------- | ------------------------------------------------------------------------------------ | ----------------- | ----------------- | ----------------- | -------- |
| Dzsajanta Tálukadár                              | Egyéni      | 650       | 53.       | Jacob Wukie (USA) (12.) · 0–6          | kiesett                             | kiesett                                                                              | kiesett           | kiesett           | kiesett           | 33.      |
| Ráhul Benardzsi                                  | Egyéni      | 655       | 46.       | Dzsancangín Gantögsz (MGL) (19.) · 6–0 | Rafał Dobrowolski (POL) (14.) · 3–7 | kiesett                                                                              | kiesett           | kiesett           | kiesett           | 17.      |
| Tarundíp Rái                                     | Egyéni      | 664       | 31.       | Juan Carlos Stevens (CUB) (34.) · 6–5  | Kim Bopmin (KOR) (2.) · 2–6         | kiesett                                                                              | kiesett           | kiesett           | kiesett           | 17.      |
| Dzsajanta Tálukadár Ráhul Benardzsi Tarundíp Rái | Csapat      | 1969      | 12.       |                                        |                                     | Japán (JPN) · Furukava Takaharu · Kikucsi Hideki · Isizu Jú (5.) · 214 (27)–214 (29) | kiesett           | kiesett           | kiesett           | 9.       |

Női
| Versenyző                                              | Versenyszám | Selejtező | Selejtező | 64-es főtábla                      | 32-es főtábla                | Nyolcaddöntő                                                                   | Negyeddöntő       | Elődöntő          | Döntő             | Helyezés |
| Versenyző                                              | Versenyszám | Pont      | Kiemelt   | Ellenfél Eredmény                  | Ellenfél Eredmény            | Ellenfél Eredmény                                                              | Ellenfél Eredmény | Ellenfél Eredmény | Ellenfél Eredmény | Helyezés |
| ------------------------------------------------------ | ----------- | --------- | --------- | ---------------------------------- | ---------------------------- | ------------------------------------------------------------------------------ | ----------------- | ----------------- | ----------------- | -------- |
| Laisrám Bombéjala Dévi                                 | Egyéni      | 651       | 22.       | Evangelía Pszára (GRE) (43.) · 6–4 | Aída Román (MEX) (11.) · 2–6 | kiesett                                                                        | kiesett           | kiesett           | kiesett           | 17.      |
| Dipika Kumári                                          | Egyéni      | 662       | 8.        | Amy Oliver (GBR) (57.) · 2–6       | kiesett                      | kiesett                                                                        | kiesett           | kiesett           | kiesett           | 33.      |
| Csekrovolu Szvuro                                      | Egyéni      | 625       | 50.       | Jennifer Nichols (USA) (15.) · 5–6 | kiesett                      | kiesett                                                                        | kiesett           | kiesett           | kiesett           | 33.      |
| Laisrám Bombéjala Dévi Dipika Kumári Csekrovolu Szvuro | Csapat      | 1938      | 9.        |                                    |                              | Dánia (DEN) · Carina Christiansen · Maja Jager · Louise Laursen (8.) · 210–211 | kiesett           | kiesett           | kiesett           | 9.       |

## Ökölvívás
Férfi
| Versenyző         | Versenyszám  | Selejtező                          | Nyolcaddöntő                          | Negyeddöntő                | Elődöntő          | Döntő             | Helyezés |
| Versenyző         | Versenyszám  | Ellenfél Eredmény                  | Ellenfél Eredmény                     | Ellenfél Eredmény          | Ellenfél Eredmény | Ellenfél Eredmény | Helyezés |
| ----------------- | ------------ | ---------------------------------- | ------------------------------------- | -------------------------- | ----------------- | ----------------- | -------- |
| Devendro Szingh   | Papírsúly    | Bayron Molina (HON) · RSC          | Pürevdordzsín Szerdamba (MGL) · 16–11 | Paddy Barnes (IRL) · 18–23 | kiesett           | kiesett           | 5.       |
| Siva Thápa        | Harmatsúly   | Óscar Valdez (MEX) · 9–14          | kiesett                               | kiesett                    | kiesett           | kiesett           | 17.      |
| Dzsaj Bhagván     | Könnyűsúly   | Andrique Allisop (SEY) · 18–8      | Gani Zsajlauov (KAZ) · 8–16           | kiesett                    | kiesett           | kiesett           | 9.       |
| Manodzs Kumár     | Kisváltósúly | Serdar Hudaýberdiýew (TKM) · 13–7  | Tom Stalker (GBR) · 16–20             | kiesett                    | kiesett           | kiesett           | 9.       |
| Krisna Vikász     | Váltósúly    | erőnyerő                           | Errol Spence (USA) · 13–15*           | kiesett                    | kiesett           | kiesett           | 9.       |
| Vidzsender Szingh | Középsúly    | Danabek Szuzsanov (KAZ) · 14–10    | Terrell Gausha (USA) · 16–15          | Abbos Atoyev (UZB) · 13–17 | kiesett           | kiesett           | 5.       |
| Szumit Szángván   | Félnehézsúly | Yamaguchi Florentino (BRA) · 14–15 | kiesett                               | kiesett                    | kiesett           | kiesett           | 17.      |

Női
| Versenyző | Versenyszám | Selejtező                         | Negyeddöntő                | Elődöntő                  | Döntő             | Helyezés |
| Versenyző | Versenyszám | Ellenfél Eredmény                 | Ellenfél Eredmény          | Ellenfél Eredmény         | Ellenfél Eredmény | Helyezés |
| --------- | ----------- | --------------------------------- | -------------------------- | ------------------------- | ----------------- | -------- |
| Meri Kom  | Légsúly     | Karolina Michalczuk (POL) · 19–14 | Maroua Rahali (TUN) · 15–6 | Nicola Adams (GBR) · 6–11 | kiesett           |          |

*A mérkőzést eredetileg az indiai versenyző nyerte 13–11-re, azonban az eredményt utólag az amerikai versenyző javára, 15–13-ra módosították.

## Sportlövészet
Férfi
| Versenyző          | Versenyszám           | Selejtező | Selejtező | Döntő   | Döntő    |
| Versenyző          | Versenyszám           | Pont      | Helyezés  | Pont    | Helyezés |
| ------------------ | --------------------- | --------- | --------- | ------- | -------- |
| Vidzsaj Kumár      | Légpisztoly           | 570       | 31.       | kiesett | kiesett  |
| Vidzsaj Kumár      | Gyorstüzelő pisztoly  | 585       | 4.        | 30      |          |
| Apinava Bindará    | Légpuska              | 594       | 16.       | kiesett | kiesett  |
| Gagan Narang       | Légpuska              | 598       | 3.        | 701,1   |          |
| Gagan Narang       | Sportpuska, összetett | 1164      | 20.       | kiesett | kiesett  |
| Gagan Narang       | Sportpuska, fekvő     | 593       | 18.       | kiesett | kiesett  |
| Dzsojadíp Karmakar | Sportpuska, fekvő     | 595       | 7.*       | 699,1   | 4.       |
| Szandzsív Rádzsput | Sportpuska, összetett | 1161      | 26.       | kiesett | kiesett  |
| Manavdzsit Szándhu | Trap                  | 119       | 16.       | kiesett | kiesett  |
| Rondzsan Szodhi    | Dupla trap            | 134       | 11.       | kiesett | kiesett  |

Női
| Versenyző         | Versenyszám   | Selejtező | Selejtező | Döntő   | Döntő    |
| Versenyző         | Versenyszám   | Pont      | Helyezés  | Pont    | Helyezés |
| ----------------- | ------------- | --------- | --------- | ------- | -------- |
| Hina Szidhu       | Légpisztoly   | 382       | 12.       | kiesett | kiesett  |
| Annu Rádzs Szingh | Légpisztoly   | 378       | 23.       | kiesett | kiesett  |
| Annu Rádzs Szingh | Sportpisztoly | 575       | 30.       | kiesett | kiesett  |
| Ráhi Szarnobat    | Sportpisztoly | 579       | 19.       | kiesett | kiesett  |
| Sagun Csaudhari   | Trap          | 61        | 20.       | kiesett | kiesett  |

* - nyolc másik versenyzővel azonos eredményt ért el, szétlövés után 51,6 ponttal a negyedik helyen végzett

## Súlyemelés
Férfi
| Versenyző         | Versenyszám | Szakítás | Szakítás | Lökés    | Lökés    | Összesen | Helyezés |
| Versenyző         | Versenyszám | Eredmény | Helyezés | Eredmény | Helyezés | Összesen | Helyezés |
| ----------------- | ----------- | -------- | -------- | -------- | -------- | -------- | -------- |
| Ravi Kumár Katulu | 69 kg       | 136      | 16.      | 167      | 15.      | 303      | 15.      |

Női
| Versenyző              | Versenyszám | Szakítás | Szakítás | Lökés    | Lökés    | Összesen | Helyezés |
| Versenyző              | Versenyszám | Eredmény | Helyezés | Eredmény | Helyezés | Összesen | Helyezés |
| ---------------------- | ----------- | -------- | -------- | -------- | -------- | -------- | -------- |
| Szonija Csánu Ngángbam | 48 kg       | 74       | 8.       | 97       | 7.       | 171      | 7.       |

## Tenisz
Férfi
| Versenyző                    | Versenyszám | 64-es főtábla                    | 32-es főtábla                                                                       | Nyolcaddöntő                                                                   | Negyeddöntő       | Elődöntő          | Bronz- mérkőzés   | Döntő             | Helyezés |
| Versenyző                    | Versenyszám | Ellenfél Eredmény                | Ellenfél Eredmény                                                                   | Ellenfél Eredmény                                                              | Ellenfél Eredmény | Ellenfél Eredmény | Ellenfél Eredmény | Ellenfél Eredmény | Helyezés |
| ---------------------------- | ----------- | -------------------------------- | ----------------------------------------------------------------------------------- | ------------------------------------------------------------------------------ | ----------------- | ----------------- | ----------------- | ----------------- | -------- |
| Szomdev Devvarman            | Egyes       | Jarkko Nieminen (FIN) · 3–6, 1–6 | kiesett                                                                             | kiesett                                                                        | kiesett           | kiesett           | kiesett           | kiesett           | 33.      |
| Visnu Vardhan                | Egyes       | Blaž Kavčič (SLO) · 3–6, 2–6     | kiesett                                                                             | kiesett                                                                        | kiesett           | kiesett           | kiesett           | kiesett           | 33.      |
| Mahes Bhúpati Róhan Bópanna  | Páros       |                                  | Fehéroroszország (BLR) · Aljakszandr Buri · Makszim Mirni · 7–6(7–4), 6–7(4–7), 8–6 | Franciaország (FRA) · Julien Benneteau · Richard Gasquet · 3–6, 4–6            | kiesett           | kiesett           | kiesett           | kiesett           | 9.       |
| Lijendar Pedzs Visnu Vardhan | Páros       |                                  | Hollandia (NED) · Robin Haase · Jean-Julien Rojer · 7–6(7–1), 4–6, 6–2              | Franciaország (FRA) · Michaël Llodra · Jo-Wilfried Tsonga · 6–7(3–7), 6–4, 3–6 | kiesett           | kiesett           | kiesett           | kiesett           | 9.       |

Női
| Versenyző                       | Versenyszám | 32-es főtábla                                                   | Nyolcaddöntő      | Negyeddöntő       | Elődöntő          | Bronz- mérkőzés   | Döntő             | Helyezés |
| Versenyző                       | Versenyszám | Ellenfél Eredmény                                               | Ellenfél Eredmény | Ellenfél Eredmény | Ellenfél Eredmény | Ellenfél Eredmény | Ellenfél Eredmény | Helyezés |
| ------------------------------- | ----------- | --------------------------------------------------------------- | ----------------- | ----------------- | ----------------- | ----------------- | ----------------- | -------- |
| Rusmi Csakravarti Szánija Mirza | Páros       | Tajvan (TPE) · Csuang Csia-zsung · Hszie Su-vej · 1–6, 6–3, 1–6 | kiesett           | kiesett           | kiesett           | kiesett           | kiesett           | 17.      |

Vegyes
| Versenyző                    | Versenyszám | Nyolcaddöntő                                             | Negyeddöntő                                                                 | Elődöntő          | Bronz- mérkőzés   | Döntő             | Helyezés |
| Versenyző                    | Versenyszám | Ellenfél Eredmény                                        | Ellenfél Eredmény                                                           | Ellenfél Eredmény | Ellenfél Eredmény | Ellenfél Eredmény | Helyezés |
| ---------------------------- | ----------- | -------------------------------------------------------- | --------------------------------------------------------------------------- | ----------------- | ----------------- | ----------------- | -------- |
| Lijendar Pedzs Szánija Mirza | Páros       | Szerbia (SRB) · Ana Ivanović · Nenad Zimonjić · 6–2, 6–4 | Fehéroroszország (BLR) · Viktorija Azaranka · Makszim Mirni · 5–7, 6–7(5–7) | kiesett           | kiesett           | kiesett           | 5.       |

## Tollaslabda
| Versenyző                       | Versenyszám  | Csoportkör | Csoportkör | Nyolcaddöntő                                  | Negyeddöntő                        | Elődöntő                        | Bronz- mérkőzés                       | Döntő             | Helyezés |
| Versenyző                       | Versenyszám  | Ellenfél Eredmény | Hely.      | Ellenfél Eredmény                             | Ellenfél Eredmény                  | Ellenfél Eredmény               | Ellenfél Eredmény                     | Ellenfél Eredmény | Helyezés |
| ------------------------------- | ------------ | --- | ---------- | --------------------------------------------- | ---------------------------------- | ------------------------------- | ------------------------------------- | ----------------- | -------- |
| Kasjap Párupalli                | Férfi egyes  | D csoport · Yuhan Tan (BEL) · 21–14, 21–12 · Nguyễn Tiến Minh (VIE) · 21–9, 21–14 | 1.         | Niluka Karunaratne (SRI) · 21–14, 15–21, 21–9 | Lee Chong Wei (MAS) · 19–21, 11–21 | kiesett                         | kiesett                               | kiesett           | 5.       |
| Sájna Nehavál                   | Női egyes    | E csoport · Sabrina Jaquet (SUI) · 21–9, 21–4 · Lianne Tan (BEL) · 21–4, 21–14 | 1.         | Jie Yao (NED) · 21–14, 21–16                  | Tine Baun (DEN) · 21–15, 22–20     | Wang Yihan (CHN) · 13–21, 13–21 | Vang Hszin (CHN) · 18–21, 0–1 feladta |                   |          |
| Dzsvála Gutta Ásvini Ponnappa   | Női páros    | D csoport · Japán (JPN) · Fudzsii Mizuki · Kakiiva Reika · 21–16, 21–18 · Tajvan (TPE) · Cheng Wen-hsing · Chien Yu-chin · 25–23, 16–21, 21–18 · Szingapúr (SIN) · Shinta Mulia Sari · Yao Lei · 21–16, 21–15 | 3.         |                                               | kiesett                            | kiesett                         | kiesett                               | kiesett           | 8.       |
| Valijávíti Didzsu Dzsvála Gutta | Vegyes páros | D csoport · Indonézia (INA) · Tantowi Ahmad · Lilyana Natsir · 16–21, 12–21 · Dánia (DEN) · Thomas Laybourn · Kamilla Rytter Juhl · 12–21, 16–21 · Dél-Korea (KOR) · I Jongde · Ha Dzsongun · 15–21, 15–21    | 4.         |                                               | kiesett                            | kiesett                         | kiesett                               | kiesett           | 13.      |

## Úszás
Férfi
| Versenyző                  | Versenyszám  | Előfutam | Előfutam | Előfutam | Döntő   | Döntő    |
| Versenyző                  | Versenyszám  | Idő      | Hely.    | Össz.    | Idő     | Helyezés |
| -------------------------- | ------------ | -------- | -------- | -------- | ------- | -------- |
| Adavísaia Gagan Ullálamath | 1500 m gyors | 16:31,14 | 7.       | 31.      | kiesett | kiesett  |